# Henryk IV Gruby
Henryk IV (ur. w 1417, zm. 9 marca 1477) – książę Meklemburgii na Schwerinie od 1422, książę całej Meklemburgii od 1471. 

## Dzieci
Henryk poślubił Dorotę, córkę margrabiego Brandenburgii Fryderyka I Hohenzollerna (ur. 9 lutego 1420 w Berlinie, zm. 19 stycznia 1491 w klasztorze benedyktyńskim koło Rehna). Ze związku tego pochodziły następujące dzieci:
- Jan (zm. 1474)
- Albrecht VI (1438–1483), książę Meklemburgii
- Magnus II (1441–1503), książę Meklemburgii
- Katarzyna (1442–1451/52)
- Anna (1447–1464), planowano wydać ją za mąż za Bogusława X
- Elżbieta (1449–1506)
- Baltazar (1451–1507), książę Meklemburgii